# 大特拉格爾山

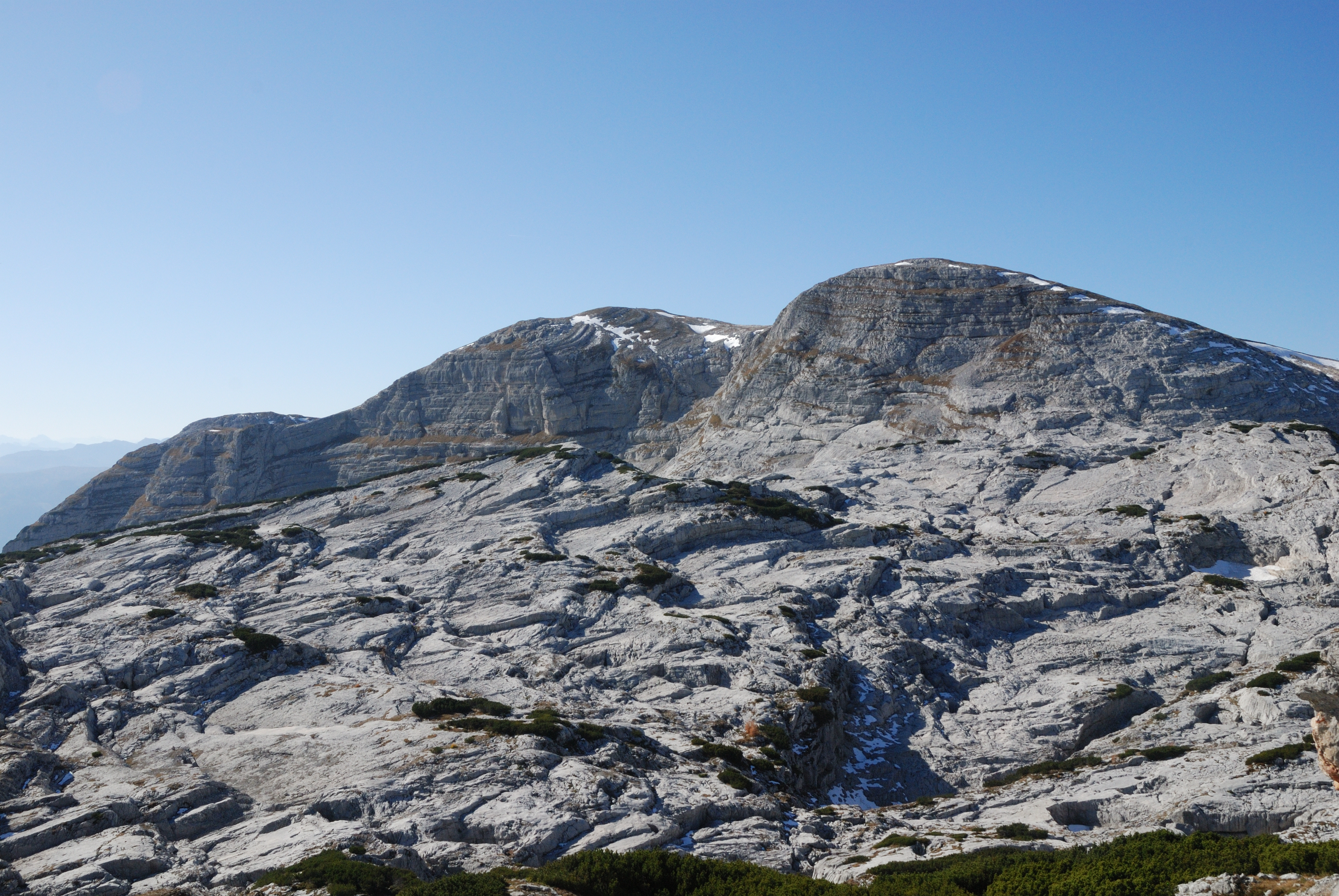

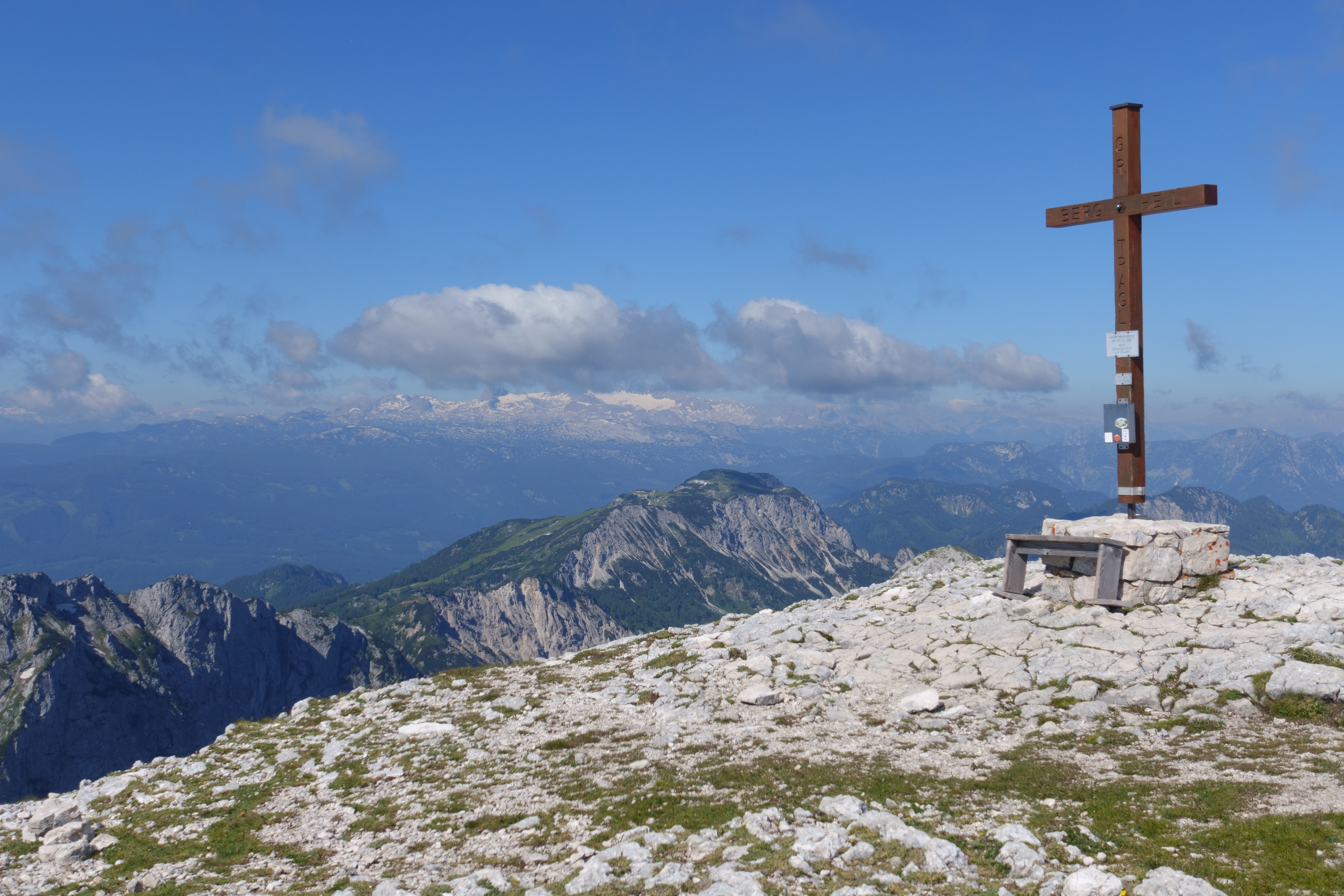

47°37′7″N 14°1′54″E / 47.61861°N 14.03167°E
大特拉格爾山（德語：Großes Tragl），是奧地利的山峰，位於該國東南部，由施泰爾馬克州負責管轄，屬於普里爾山脈的一部分，海拔高度2,116米，每年平均降雨量1,578毫米。